# Ourbelin
Ourbelin est un maître écrivain français actif à Paris dans le quatrième quart du XVIIIe siècle.

## Biographie
Il fut membre de l’Académie royale d’écriture.

## Œuvres

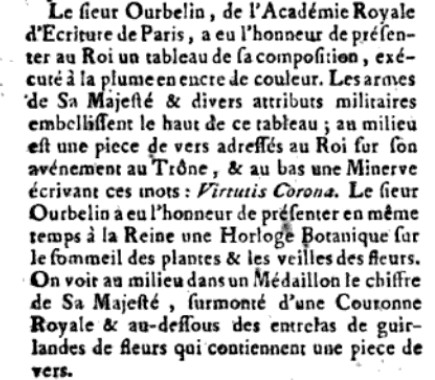
Mention d'Ourbelin dans la Gazette de France, 22 juillet 1774.

- La Gazette de France (22 juillet 1774, p. 264) relate qu’il offre le 17 juillet au roi Louis XVI... « un tableau de sa composition, exécuté à la plume en encre de couleur. Les armes de Sa Majesté & divers attributs militaires embellissent le haut de ce tableau ; au milieu est une Pièce de Vers adressés au Roi sur son avènement au Trône, & au bas une Minerve écrivant ces mots : Virtutis Corona ». Œuvre non localisée.
- Le même jour, il offre à la reine Marie-Antoinette une Horloge botanique sur le sommeil des plantes et les veilles des fleurs, avec son chiffre et des entrelacs de fleurs (idem). Description selon la Gazette de France (22 juillet 1774, p. 264) : «... On voit au milieu dans un médaillon le chiffre de Sa Majesté, surmonté d'une Couronne Royale, & au-dessous des entrelas de guirlandes de fleurs qui contiennent une pièce de vers. »
- En 1776 : « Le sieur Ourbelin, Privilégié du Roi & associé à l'Académie Royale d'Écriture, vient de faire graver par Voysard quatre estampes en forme de cartouches, dont trois peuvent servir de frontispice aux livres des financiers, banquiers & négocians. Elles se trouvent chez l'auteur, rue Croix-des-Petits-Champs, maison du sieur Tremblay. » (Gazette de France, 31 mai 1776, p. 204).
- État des affaires générales concernant les finances de France. Manuscrit in-8° de 76 f. calligraphiés, relié en maroquin rouge, traitant des finances ordinaires et extraordinaires de Louis XV durant la Guerre de sept ans (1757-1763), et dédié à Antoine de Sartine, récemment nommé ministre de la Marine, avec ses armes. Manuscrit daté et signé au titre : Écrit par Ourbelin, associé à l'Académie Royale d'écriture, 1774. Un avis précise les conditions de sa copie, dont le calligraphe n’était pas satisfait : Ce manuscrit n'a point toute la perfection qu'on auroit désiré et dû lui donner 1° parce que l'on a fait relier et livrer le nombre de feuilles nécessaires, précaution qui a beaucoup gêné l'écrivain. 2° En le réduisant dans ce format... son imagination et sa plume se sont trouvées comme à l'étroit. 3° Le temps qu'il a dû se prescrire pour ne pas trop éloigner la datte de cette copie de celle du manuscrit original ne lui a pas permis [etc.] (Vente à Paris, 2002).
- En 1785 : Ordre, nombre et sujet des Livres de l'Écriture Sainte par Ourbelin et Voysard : Ourbelin, inv. delin. et Scripsit. C. E. Voysard Sculp. Se vend à Paris chez Ourbelin, rue Croix des petits Champs vis-à-vis la rue Coquillère. Maison de Mr. Tremblay. Chez Pasquier rue St. Jacques vis-à-vis le Collège de Louis le Grand. Mondhare et Jean Mas. d'estampes rue St. Jean de Beauvais[1]. Il s'agit d'une pièce de vers.